# サバ語
サバ語（サバご、英語: Sabaic, Sabaean）は、古代南アラビア語のひとつ。現在のイエメン中央部にあったサバ王国で使われていた言語で、後にはヒムヤル王国でも使われた。

## 概要
サバ王国は今のイエメン中央部のマーリブをその中心地としていた。また、紀元前2世紀後半に出現し、紀元前1世紀末に南アラビア西部全体を支配したヒムヤル人もサバ語で碑文を記したが、ヒムヤル人自身の話す言語はサバ語とは異なっていた。紀元前2世紀後半にミナ王国が、西暦2世紀末までにカタバン王国が滅び、西暦4世紀にハドラマウト王国が滅びると、これらの地でもサバ語が公用語になった。
古代南アラビア語は4種類（サバ語、ミナ語、カタバン語、ハドラマウト語）が知られるが、その中でサバ語は圧倒的に豊富な資料が残っており、碑文の数は1万を越える。
碑文以外に、木の棒に書かれた筆記体の文字（小文字、ザブールとも呼ばれる）による文書が残る。これらはおそらく西暦2-3世紀に書かれた。1973年にはじめて発見され、数千のものがある。ほとんどはサバ語で書かれているが、文字が難読である上に未知の単語が含まれ、部分的にしか解読されていない。
サバ語は南アラビア文字で表記されるが、この文字は母音をほぼ表記せず、重子音かどうかの区別もないため、サバ語の形態には不明の点が多い。時代の古いものは牛耕式で書かれるが、それ以外は右から左へ書かれる。
時代の知られる最古のサバ語の碑文は紀元前8世紀のもので、西暦6世紀なかばまで約1400年間の長期にわたって資料が残っている。これらの資料は時期によって3段階に分けられる。
1. 早期サバ語（紀元前8世紀-紀元前2世紀）。紀元前4世紀まで、主に牛耕式の南アラビア文字で記された。その後サバ王国が衰えてからも2世紀ほどの間使われた。
2. 中期サバ語（紀元前1世紀-西暦4世紀）。大部分のサバ語資料はこの時代のものである。マーリブに近いオアシスにあるアッワーム(Awwam)寺院の奉納文を含む。この奉納文はサバ語最大の独立した言語資料である。
3. 後期サバ語（5世紀-6世紀）。この時期には伝統的な神々は衰え、ラフマーナーンと呼ばれる単一の神格が信仰されたため、一神教サバ語とも呼ばれる。この時代の言語にはヘブライ語、アラム語、ギリシア語からの影響が見られる[6]。時代のもっとも新しい碑文はヒムヤル紀元669年（西暦554年または559年）のものである。

## 音声
サバ語は29の子音を区別する。うち s のような音は3種類あるが、その音価については長く議論があった。現在は s1, s2, s3 のように翻字される。
南アラビア文字は子音のみを表記するアブジャドのため、半母音 y w の位置から推測される場所以外、母音についてはほとんどわかっていない。
以下のような音声上の特徴があげられる。
- ṣ/sʼ/ と ẓ/θʼ/ はしばしば混同して使われる。筆記体文献ではさらに ẓ が ḍ/ɬʼ/ に変化している。
- 後期サバ語では s3 が s1 にとってかわる傾向が見られる。
- 方言によっては弱動詞の y/w が混同される。
- ヘブライ語と同様、鼻音が後続する子音に同化することがある。
- 音位転換が比較的一般的に見られる。
- サバ語で代名詞や使役語幹に現れる h は、ほかの古代南アラビア語では s1 として現れる。

## 文法
名詞は性、数、定性により変化する。格については母音が表記されないために不明な点が多いが、「子供たち」を意味する語のうち bnw は主格、bny は斜格を意味したと考えられる。性は男性と女性の2つがあり、女性名詞の語尾としては -t があるが、語尾によらない場合も多い。数は単数・双数・複数の3種類がある。双数は絶対形で -n/yn、連語形で -y、定形で -nhn などを加える。男性名詞の複数形は大部分が不規則である。定性は絶対形（不定）、連語形、定形の3つがある。絶対形は何もつかないか単数で -m が附属する。連語形は名詞属格・代名詞接尾辞・関係節に修飾される形で、定形は後置冠詞 -n がついた形を取る。
人称代名詞は人称、性、数によって異なる形を持つ。ただし一人称は疑わしい例しかない。二人称は碑文ではきわめて限られているが、筆記体文書では多用される。三人称の代名詞は遠称の指示詞と同形である。独立した代名詞のほかに接尾辞形がある。指示代名詞（近称、遠称）と関係代名詞は性と数で変化する。遠称の指示代名詞は主格と斜格で異なる形を持つ。不定代名詞には mn「誰か」と mhn「何か」などがある。
動詞語根は3子音（少数は4子音）からなる。w/y を含む動詞（弱動詞）、第1子音がnの動詞、第2・第3子音が同じ動詞は通常の動詞とは異なる変化をする。他のセム語と同様に、語根からいくつかの語幹が作られるが、南アラビア文字の制約から語幹の正確な形がよくわからない。fʿl（基本形）、hfʿl（使役形）、ftʿl、tfʿl（相互・再帰形）、s1tfʿl（本来の意味は使役の再帰だが、「……を求める」という意味で使われる）の形が認められる。fʿl には不定形が fʿl のものと fʿln のものの2種類がある。
動詞は人称・性・数で変化する。碑文には三人称しか現れないが、筆記体文書には二人称も現れる。一人称は確実な例がない。他のセム語と同様、「完了」（接尾辞による変化を行う）と「未完了」（接頭辞による変化を行う）の2種類の人称接辞が存在する。後者には -n がつく長形とそうでない短形があり、両者の違いはよくわかっていないが、長形は後期になるほど多く使われる。ほかに命令形（筆記体文書にのみ出現）、不定形、分詞がある。
前置詞には b- 「……において、……を用いて」、l- 「……に」、bn 「……から」、ʿbr 「……の方へ」、ʿd(y) 「……まで」、ʿl(y) 「……の上に」などがある。否定辞は ʾl を使用する。
碑文の最初の1文はSVO型だが、2番目以降の文（接続詞 w- で連結される）では通常VSO型になる。不定形はしばしば定形動詞の機能を果たすが、とくに複数の動詞述語が並列されるときに最初のひとつだけ定形を用い、残りは（w- で接続される）不定形を用いることがある。この用法は「不定形の鎖」と呼ばれる。